# 박진환 (쇼트트랙 선수)
박진환(1987년 7월 15일 ~)은 대한민국의 전 쇼트트랙 스피드스케이팅 선수이다. 그는 2009년 월드 팀 챔피언이다. 2008-09 월드컵 시즌 동안 그는 릴레이 우승 1회, 릴레이 시상대 2회, 개인 시상대 1회를 달성했다.
2009년 오스트리아 비엔나에서 열린 세계 선수권 대회에 참가했다. 남자 계주에서는 한국팀이 6위에 그쳤다.